# Tzolk
Tzolk (arménien : Ցոլք, littéralement « Reflet ») est une revue littéraire en langue arménienne fondée en avril 1928 à Paris. Sa publication cesse en septembre 1928 après 6 numéros.

## Historique
Tzolk est fondée par quelques jeunes écrivains de la diaspora arménienne de France fréquentant les réunions de l'association Hartkogh. Parmi eux, on compte par exemple Vahram Gakavian.
La revue est proche de la tendance communiste. Il semblerait d'ailleurs qu'elle bénéficie du soutien de la Section française du Comité de secours pour l'Arménie (HOG), organisation internationale d’obédience communiste émanant de la RSS d'Arménie. Ainsi, Krikor Beledian note l'accent « prolétarien » du texte liminaire intitulé « Notre parole »,, dans lequel la rédaction de la revue entend faire « connaître à ses lecteurs les mouvements littéraires européens et soviétiques et en [publier] des pages en traduction », ainsi qu'« informer les masses ouvrières de l’Étranger de l'activité littéraire et artistique qui se développe en Arménie soviétique en publiant des études et s'assurant la collaboration des écrivains de notre pays soviétique ». Tzolk vise dans ses colonnes la bourgeoisie arménienne et internationale. Si la ligne éditoriale de la revue s'oppose à celle de l'autre publication majeure de la diaspora arménienne de France de l'époque, le journal Haratch, proche de la Fédération révolutionnaire arménienne, l'opposition n'est pas aussi franche qu'on pourrait le penser : certains écrivent aussi bien dans l'une que dans l'autre.
Tzolk publie ainsi des extraits de Maxime Gorki ou encore de Tolstoï.
Parmi les auteurs et autrices signant dans la revue, on compte Zabel Essayan, qui écrit des articles sur la littérature prolétarienne en Arménie soviétique, ou sur Henrik Ibsen, ainsi que Vahram Gakavian, qui publie des nouvelles (notamment Grains d'acier), ou Nigoghos Sarafian, qui publie des poèmes.
La revue cesse sa publication en août-septembre 1928 après six numéros, mais on retrouve ses auteurs dans d'autres revues militantes comme Archav (1932), Tarpnots (1932), Hog (1933-1935) ou encore Amrots (1934).